# A história das entregas no mesmo dia em São Paulo
 Com o advento da internet, a vida humana ganhou novas perspectivas. Muitas complicações rotineiras foram amenizadas, novos hábitos foram desenvolvidos de modo a facilitar cada vez mais o dia a dia das pessoas. Mudou-se a forma como nos comunicamos, trabalhamos e compramos. O hábito mais marcante desde então foi, sem dúvidas, o de comprar pela internet.
O e-commerce, nome dado a todo o mercado de venda e compra de serviços e produtos pela internet, foi desenvolvido visando dar praticidade aos consumidores, permitindo estes comprar sem sair de casa. No início, as compras feitas pela internet levavam dias e até semanas para chegarem até os seus compradores, fato que desagradava grande parte dos consumidores e os faziam optar, muitas vezes, por comprar em lojas físicas, com o diferencial de poderem levar suas compras consigo no mesmo dia. Foi diante da necessidade de um serviço de entregas rápidas e com valores muito abaixo do mercado que, Jacson de Macedo Vitória, fundador da marca “Pex Tá Entregue!”, criou e desenvolveu a ideia do serviço de entregas no mesmo dia, cobrando o mínimo do cliente e entregando o máximo do seu serviço logístico, feito inédito e pioneiro no mercado de entregas, abrangendo toda a cidade de São Paulo, a maior metrópole da América do Sul.
Em 2011, ano em que o projeto de Jacson estava prestes a ser executado, os Correios era uma das únicas opções dos consumidores, que eram diretamente atingidos pelas greves trabalhistas, tendo suas entregas atrasadas. Além disso, a entrega expressa já existia, mas se tratava apenas de uma opção para aqueles que precisavam, com caráter de urgência, receber a sua compra no mesmo dia, o mais rápido possível. Entretanto, por se tratar de um serviço muito caro e custeado pelo consumidor final, tal opção acabava se tornando inacessível para grande parte dos consumidores, logo, comprar e receber a compra no mesmo dia não era a regra, mas sim a exceção. “Muitas vezes, o valor da entrega expressa era igual ou superior ao valor do produto comprado. A minha ideia de entrega no mesmo dia, além de abranger toda a cidade de São Paulo, entregando a compra para o cliente no mesmo dia que ela foi realizada, custaria muito pouco, mas mesmo assim teria toda a segurança logística que uma transportadora pode oferecer. Os pacotes passariam pelo CD (centro de distribuição), seriam cadastrados em sistema e poderiam ser rastreados, processo este que a entrega expressa não oferecia”, afirmou Jacson.
Em 2012, sozinho e operando como o único motoboy de sua própria empresa, após realizar a primeira entrega no mesmo dia, Jacson iniciava uma nova era para o mercado de entregas. Ele iria alterar o modo como os consumidores recebiam as suas compras feitas pela internet, criaria uma das maiores marcas logísticas do Brasil, a “Pex Tá Entregue!”, desenvolveria um dos maiores ecossistemas logísticos da cidade de São Paulo, a “Collect Parcel” e, mais tarde, se tornaria um dos gigantes da logística brasileira.
No início, a idealização de sucesso para projeto seria chegar à marca de 2mil entregas por dia. Hoje, com mais de 20 transportadoras parceiras e um sistema próprio, realiza, em média, 40mil entregas por dia. Em 2024 chegou ao incrível marco de 70mil entregas realizadas num único dia.